# Rudolf Žák
Rudolf Žák (25. března 1888 Třebíč – 14. června 1942 Brno) byl český učitel a odbojář.

## Biografie

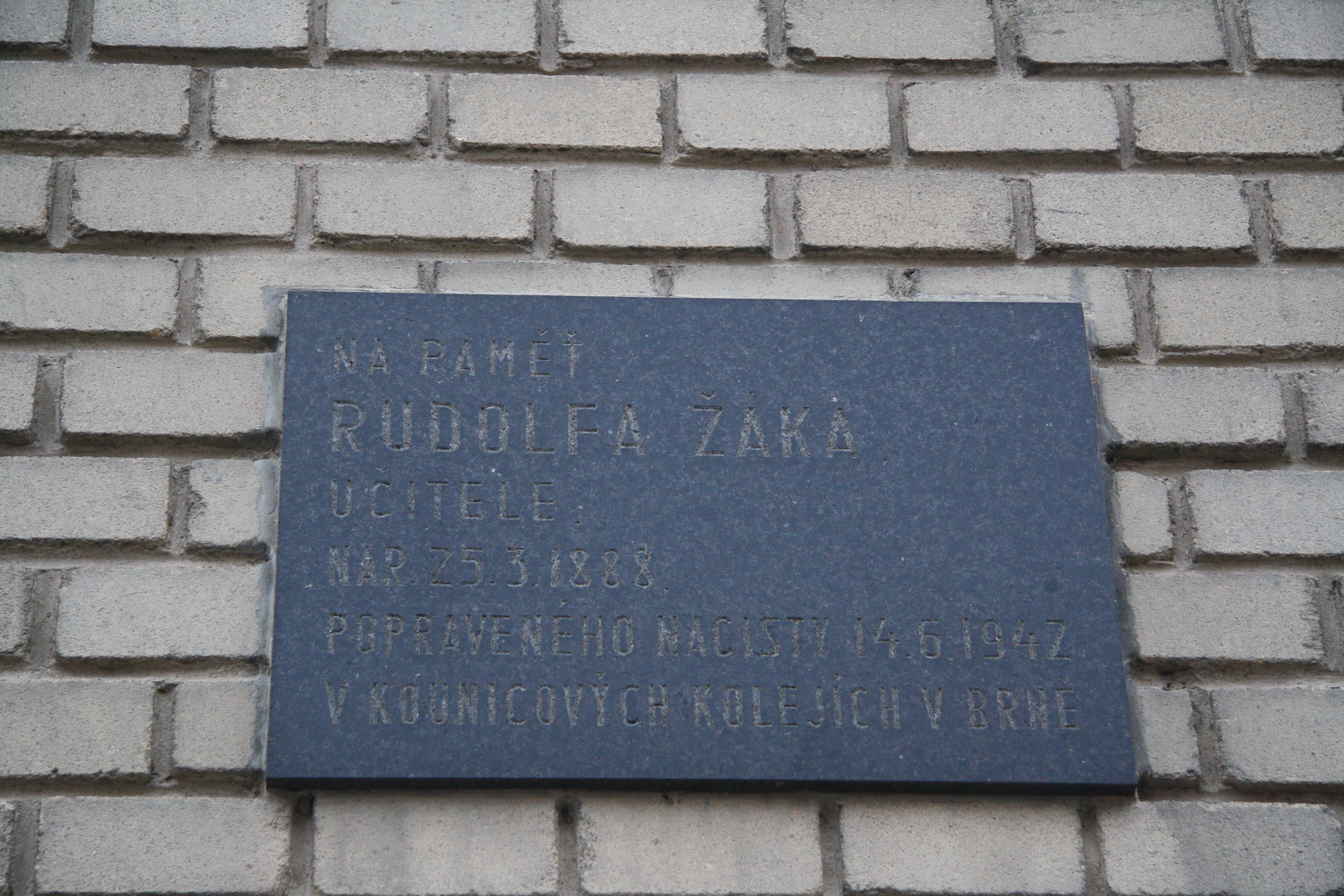
Pamětní deska na domě čp. 324 v Janáčkově ul. v Moravských Budějovicích

Rudolf Žák se narodil v roce 1888 v Třebíči, jeho otcem byl obuvník Emanuel Žák, matkou Josefa Žáková, měl šest sourozenců, jedním z nich byl i pedagog a spisovatel Karel Žák. V Třebíči vychodil obecnou školu a následně vystudoval Gymnázium v Třebíči. Po gymnáziu nastoupil na učitelský ústav v Brně, kde roku 1906 absolvoval. Po studiu nastoupil do Lukova nedaleko Moravských Budějovic a následně v roce 1920 byl umístěn na obecnou školu v Moravských Budějovicích, kde působil i na pokračovací škole. Posléze přešel na školu na náměstí Svobody. Působil také v místní sokolské jednotě, okrašlovacím spolku, budovatelském spolku městské plovárny a věnoval se divadelní činnosti v Sokole a také byl jedním ze zakladatelů třebíčského Horáckého divadla.
V roce 1935 byl jedním z iniciátorů otevření nové plovárny u rybníka Nového u háje a v roce 1936 byl zvolen pokladníkem okrašlovacího spolku. V roce 1939 se v sokolské župě plk. Švece v Moravských Budějovicích uskutečnila schůzka generála Jiřího Jaroše s podplukovníkem Josefem Kynclem a starostou Sokola Františkem Novákem, z které vyplynulo, že velitelem kraje se stal Jiří Jaroš, v okrese Moravské Budějovice vzniklo 9 okrsků, kde byli získáváni vytipovaní členové odbojového hnutí Obrana národa. Jedním z nich byl i Rudolf Žák, ten pak byl pronásledován a 24. února 1942 byl zatčen gestapem a uvězněn v Kounicových kolejích, kde byl v červnu téhož roku popraven.
Byl in memoriam vyznamenán Československým válečným křížem 1939 a jmenován ředitelem školy in memoriam, jeho jméno je uvedeno na památníku učitelům země české na Moravském náměstí v Brně, na pamětní desce na domě v Janáčkově ulici čp. 324 v Moravských Budějovicích kde žil a na pamětní desce na sokolovně v Moravských Budějovicích. Je pohřben v Třebíči na Starém hřbitově.